# Liste der aktiven Bergwerke in Deutschland
Die Liste der aktiven Bergwerke in Deutschland beinhaltet eine vollständige Aufstellung der aktuell in Deutschland fördernden Bergwerke, das heißt untertägiger Anlagen zur Gewinnung mineralischer Bodenschätze. Da es sich hierbei in der Regel um bergfreie Bodenschätze handelt, bei denen das Recht zur Gewinnung unabhängig vom Grundstückseigentum durch staatliche Vergabe eingeräumt werden kann, wurde die Liste auf die weiteren bergfreien Bodenschätze ausgeweitet, auch wenn diese übertägig abgebaut werden. In Deutschland sind das zehn Braunkohlen-Tagebaue. Nach dem Bundesberggesetz (BBergG) stehen alle diese Bergwerke, also der Untertagebergbau sowie die Aufsuchung und Gewinnung bergfreier Bodenschätze, unter Bergaufsicht.
Betriebe, die bergfreie Bodenschätze vollständig mit Hilfe von Bohrungen gewinnen (Erdöl, Erdgas, Sole, Geothermie), sind ebenso nicht enthalten wie Anlagen zur Gewinnung von Steinen und Erden. Bei letzteren handelt es sich um grundeigene Bodenschätze, deren Gewinnungsrecht dem Grundeigentümer zusteht. Sie werden in Steinbrüchen (Naturstein) oder – im Fall der Lockergesteine – in Sand-, Kies- oder Tongruben gewonnen. Ihr Abbau unterliegt seit 1996 nicht mehr dem Bundesberggesetz, sondern wird individuell durch die Bundesländer geregelt.

## Untertägige Bergwerke
- Name: Der Name entspricht, soweit ermittelbar, der vom Betreiber gewählten Bezeichnung.
- Beginn: Dies ist, soweit ermittelbar, der Beginn der Förderung. Erschließungsarbeiten wurden ebenso wenig zugrunde gelegt, wie unbekannter Altbergbau in dem Gebiet. Insbesondere bei älteren Bergwerken ist davon auszugehen, dass diese zwischenzeitlich in Fristen gehalten wurden.
- Förderung: Die angegebenen Mengen beziehen sich in der Regel auf die gewonnenen Rohstoffe, nicht die daraus gewonnenen Produkte (Rohförderung).
- Bodenschatz: Die Nennung verwendet eine grobe Klassifizierung. Besonderheiten sind gegebenenfalls in der Spalte Anmerkungen aufgeführt.
- Anmerkungen: Die angegebenen Förderzeiträume ergeben sich in der Regel aus der Hochrechnung der Fördermengen unter Zugrundelegung der erkundeten Rohstoffvorräte. Diese Laufzeiten sind von vielen Faktoren abhängig. So bewirken Entwicklungen der Rohstoffpreise am Weltmarkt, dass Bergwerke je nach Rentabilität in Betrieb gehen und wieder stillgelegt werden müssen. Auch andere Faktoren, wie das Ausweichen auf benachbarte Lagerstättenfelder oder verbesserte Aufbereitungsverfahren, haben Einfluss auf die Betriebsdauer.

### Baden-Württemberg
| Name                                  | Ort                             | Beginn         | Förderung [t] / Jahr | Boden- schatz         | Betreiber          | Anmerkungen | Bild |
| ------------------------------------- | ------------------------------- | -------------- | -------------------- | --------------------- | ------------------ | --- | ---- |
| Bergwerk Mähringer Berg               | Blaustein, OT Herrlingen (Lage) | um 1900 (2009) | 00.500.000           | Kalkstein             | Märker Kalk        | |      |
| Steinsalzbergwerk Heilbronn           | Heilbronn (Lage)                | 1883           | 05.000.000           | Steinsalz             | SWS                | Schächte Heilbronn, Franken, Konradsberg. Teufe bis 230 m. Seit 2006 Ablösung des Bohr- und Sprengverfahrens durch schneidendes Verfahren mit einem Continuous Miner. Seit 1987 Einlagerung von 800.000 Tonnen Sondermüll pro Jahr. |      |
| Grube Clara                           | Oberwolfach (Lage)              | 1898           | 00.160.000           | Schwerspat, Flussspat | Sachtleben Bergbau | im Schwarzwald (Rankachtal) |      |
| Gipsbergwerk Obrigheim                | Obrigheim (Lage)                | 1847           | 00.300.000           | Gips                  | Heidelberg Cement  | im Odenwald |      |
| Salzbergwerk Stetten                  | Haigerloch, OT Stetten (Lage)   | 1854           | 00.500.000           | Steinsalz             | Wacker Chemie      | |      |
| Gips- und Anhydritbergwerk Kreuzhalde | Vellberg (Lage)                 | ca. 1950       |                      | Gips, Anhydrit        | Schwenk Zement     | Vorräte für ca. 25 Jahre (bis 2038) |      |

### Bayern
| Name                        | Ort                               | Beginn | Förderung [t] / Jahr | Boden- schatz  | Betreiber               | Anmerkungen                                 | Bild |
| --------------------------- | --------------------------------- | ------ | -------------------- | -------------- | ----------------------- | ------------------------------------------- | ---- |
| Anhydritbergwerk Hüttenheim | Hüttenheim (Lage)                 | 1957   | 00.200.000           | Gips, Anhydrit | Knauf Gips              | [ 5 ]                                       |      |
| Salzbergwerk Berchtesgaden  | Berchtesgaden (Lage)              | 1517   |                      | Steinsalz      | SWS                     | Sinkwerk-Bergbau                            |      |
| Graphitbergwerk Kropfmühl   | Hauzenberg, OT Kropfmühl (Lage)   | 1870   | 00.006.000           | Graphit        | AMG Mining              | 2012 wurde die Förderung wieder aufgenommen |      |
| Schieferbergwerk Lotharheil | Geroldsgrün, OT Lotharheil (Lage) | 1857   |                      | Schiefer       | Schieferwerk Lotharheil |                                             |      |

### Brandenburg
| Name                      | Ort                          | Beginn          | Förderung [t] / Jahr | Boden- schatz | Betreiber | Anmerkungen | Bild |
| ------------------------- | ---------------------------- | --------------- | -------------------- | ------------- | --------- | ----------- | ---- |
| Kalksteinbruch Rüdersdorf | Rüdersdorf bei Berlin (Lage) | 13. Jahrhundert |                      | Kalkstein     | CEMEX     |             |      |

### Hessen
| Name                   | Ort                          | Beginn | Förderung [t] / Jahr | Boden- schatz | Betreiber  | Anmerkungen                     | Bild |
| ---------------------- | ---------------------------- | ------ | -------------------- | ------------- | ---------- | ------------------------------- | ---- |
| Kaliwerk Wintershall   | Heringen (Werra) (Lage)      | 1900   |                      | Kalisalz      | K+S        | seit 1997 Verbundbergwerk Werra |      |
| Kaliwerk Neuhof-Ellers | Neuhof-Ellers (Lage)         | 1913   |                      | Kalisalz      | K+S        |                                 |      |
| Kaliwerk Hattorf       | Philippsthal (Werra) (Lage)  | 1908   |                      | Kalisalz      | K+S        | seit 1997 Verbundbergwerk Werra |      |
| Grube Lamerden         | Liebenau, OT Lamerden (Lage) |        |                      | Gips          | Knauf Gips | [ 10 ]                          |      |

### Niedersachsen
| Name                                | Ort              | Beginn | Förderung [t] / Jahr | Boden- schatz | Betreiber  | Anmerkungen | Bild |
| ----------------------------------- | ---------------- | ------ | -------------------- | ------------- | ---------- | --- | ---- |
| Steinsalzwerk Braunschweig-Lüneburg | Grasleben (Lage) | 1911   | 00.513.000           | Steinsalz     | esco       | Magdeburg-Halberstädter Kali-Bezirk, Schächte Braunschweig-Lüneburg I (Grasleben), Braunschweig-Lüneburg II (Heidwinkel I) und Braunschweig-Lüneburg III (Heidwinkel II) |      |
| Grube Breitestein                   | Golmbach (Lage)  |        |                      | Gips          | Knauf Gips | [ 11 ] |      |

### Nordrhein-Westfalen
| Name                                   | Ort                                  | Beginn | Förderung [t] / Jahr | Boden- schatz | Betreiber                            | Anmerkungen                                                              | Bild |
| -------------------------------------- | ------------------------------------ | ------ | -------------------- | ------------- | ------------------------------------ | ------------------------------------------------------------------------ | ---- |
| Verbundbergwerk Magog-Gomer-Bierkeller | Schmallenberg, OT Bad Fredeburg Lage | 1853   |                      | Schiefer      | Magog                                | Förderschacht Gomer, Wetterschacht Magog, Bereich Bierkeller stillgelegt |      |
| Grube Wohlverwahrt-Nammen              | Porta Westfalica, OT Nammen Lage     | 1952   |                      | Eisenerz      | Barbara Erzbergbau                   | Das Erz wird nicht verhüttet, sondern als Baustoff verwendet.            |      |
| Salzbergwerk Borth                     | Rheinberg Lage                       | 1906   | 02.000.000           | Steinsalz     | esco                                 | Zusätzlich Salinenbetrieb.                                               |      |
| Salzbergwerk Epe                       | Epe, Gronau                          | 1972   | 02.000.000           | Steinsalz     | Salzgewinnungsgesellschaft Westfalen |                                                                          |      |

### Rheinland-Pfalz
| Name               | Ort                               | Beginn  | Förderung [t] / Jahr | Boden- schatz | Betreiber              | Anmerkungen                                            | Bild |
| ------------------ | --------------------------------- | ------- | -------------------- | ------------- | ---------------------- | ------------------------------------------------------ | ---- |
| Grube Altlay       | Altlay (Lage)                     | 1984    |                      | Schiefer      | Theis-Böger            | Förderung in etwa 120 m Teufe. Dachschiefer-Produktion |      |
| Grube Rhein        | Bacharach, OT Henschhausen (Lage) | 1889    |                      | Schiefer      | Schieferwerk Bacharach | Produktion von Schiefermehl                            |      |
| Gipsbergwerk Engel | Ralingen (Lage)                   | 1946    |                      | Gips          | Gipsbergbau Engel      |                                                        |      |
| Dolomitwerk Wellen | Wellen (Lage)                     | um 1881 |                      | Dolomit       | TKDZ                   |                                                        |      |

### Saarland
| Name              | Ort                      | Beginn | Förderung [t] / Jahr | Boden- schatz | Betreiber | Anmerkungen                                                                                                   | Bild |
| ----------------- | ------------------------ | ------ | -------------------- | ------------- | --------- | --- | ---- |
| Grube Auersmacher | Kleinblittersdorf (Lage) | 1936   |                      | Kalkstein     | Rogesa    | Saarrevier. Der Kalkstein wird als Zuschlagstoff für die Eisenverhüttung gewonnen. Seit 2017 Standby-Betrieb. |      |

### Sachsen
| Name                           | Ort                             | Beginn      | Förderung [t] / Jahr | Boden- schatz         | Betreiber                               | Anmerkungen | Bild |
| ------------------------------ | ------------------------------- | ----------- | -------------------- | --------------------- | --------------------------------------- | --- | ---- |
| Kalkwerk Hammerunterwiesenthal | Oberwiesenthal (Lage)           |             |                      | Marmor                | Geomin                                  | Marmorgewinnung seit 2015 im Tiefbau. |      |
| Grube Niederschlag             | Oberwiesenthal (Lage)           | 2013        | 00.135.000           | Flussspat, Schwerspat | EFS                                     | Jüngster Bergbaubetrieb in Deutschland. |      |
| Erdenwerk Seilitz              | Diera-Zehren, OT Seilitz (Lage) | 1764 (1825) | 00.000.300           | Kaolin                | Staatliche Porzellan-Manufaktur Meissen | Ältestes und mit 3 Mann Belegschaft kleinstes Kaolinbergwerk Europas. Untertage-Bergbau seit 1825. Manuelle Gewinnung. Das besonders reine, weiße Kaolin ist Rohstoff für das Meißner Porzellan. |      |

### Sachsen-Anhalt
| Name                       | Ort             | Beginn | Förderung [t] / Jahr | Boden- schatz | Betreiber | Anmerkungen | Bild |
| -------------------------- | --------------- | ------ | -------------------- | ------------- | --------- | --- | ---- |
| Steinsalzbergwerk Bernburg | Bernburg (Lage) | 1913   | 02.500.000           | Steinsalz     | esco      | |      |
| Kaliwerk Zielitz           | Zielitz (Lage)  | 1973   | 12.000.000           | Kalisalz      | K+S       | Scholle von Calvörde. Abraumhalde („Kalimandscharo“), weithin sichtbare Landmarke. Seit 1995 auch Untertagedeponie. |      |

### Thüringen
| Name                            | Ort                   | Beginn | Förderung [t] / Jahr | Boden- schatz | Betreiber | Anmerkungen | Bild |
| ------------------------------- | --------------------- | ------ | -------------------- | ------------- | --------- | --- | ---- |
| Kaliwerk Glückauf Sondershausen | Sondershausen (Lage)  | 1893   | 00.200.000           | Steinsalz     | GSES      | Nordthüringer Kalirevier. Steinsalzförderung seit 2009, die Kaliförderung ist eingestellt. Untertagedeponie. Angeschlossen ist das Erlebnisbergwerk „Glückauf“. |      |
| Kaliwerk Unterbreizbach         | Unterbreizbach (Lage) | 1910   |                      | Kalisalz      | K+S       | Seit 1997 Verbundbergwerk Werra. |      |

## Braunkohle-Tagebaue
Beim Beginn eines Braunkohle-Tagebaues sind insbesondere zwei Zeitangaben von Bedeutung: Der Beginn des Aufschließens (A) bezeichnet das Datum des Abbaggerns der oft über 100 m mächtigen Deckschichten bzw. des Abraums. Der Beginn der Kohleförderung (F) ist dann, nach Freilegung der Kohle, die eigentliche Produktionsaufnahme.

### Brandenburg
| Name               | Ort           | Beginn          | Förderung [t] / Jahr | Betreiber | Anmerkungen | Bild           |
| ------------------ | ------------- | --------------- | -------------------- | --------- | --- | -------------- |
| Tagebau Welzow-Süd | Welzow (Lage) | A: 1962 F: 1966 | 22.000.000           | LEAG      | Lausitzer Braunkohlerevier. Förderung bis 2042. Hauptabnehmer Kraftwerk Schwarze Pumpe und Brikettfabrik Schwarze Pumpe. Fläche 1600 Hektar (zu flutendes Restloch). | weitere Bilder |

### Nordrhein-Westfalen
| Name                  | Ort                                                        | Beginn                   | Förderung [t] / Jahr | Betreiber | Anmerkungen | Bild           |
| --------------------- | ---------------------------------------------------------- | ------------------------ | -------------------- | --------- | --- | -------------- |
| Tagebau Garzweiler II | Bedburg, Grevenbroich, Jüchen, Erkelenz, M’gladbach (Lage) | 2006                     | 35–40.000.000        | RWE Power | Rheinisches Braunkohlerevier. Förderung bis ca. 2030. Abnehmer Kraftwerke Neurath, Frimmersdorf, Niederaussem und Knapsacker Hügel. Fläche 2300 Hektar. Rekultivierung mit Landschaftssee geplant. | weitere Bilder |
| Tagebau Hambach       | Niederzier, Elsdorf (Lage)                                 | A: 1978 F: 1984          | 40.000.000           | RWE Power | Rheinisches Braunkohlerevier. Förderung bis ca. 2030. Abnehmer wie Tagebau Garzweiler. Fläche ca. 4000 Hektar. | weitere Bilder |
| Tagebau Inden         | Inden, Aldenhoven, Jülich (Lage)                           | A:1957 F:1959–1969, 1981 | 22.000.000           | RWE Power | Rheinisches Braunkohlerevier. Zwischen 1969 und 1981 gestundet, zwischen 1981 und 1987 Umzug der Geräte von Tagebau Zukunft. Abbau Teilfeld Inden II. Förderung bis ca. 2030. Abnehmer Kraftwerk Weisweiler. Fläche 1100 Hektar (genehmigt: 4500). Rekultivierung mit Landschaftssee Indescher See geplant. | weitere Bilder |

### Sachsen
| Name                            | Ort                                  | Beginn          | Förderung [t] / Jahr | Betreiber | Anmerkungen | Bild           |
| ------------------------------- | ------------------------------------ | --------------- | -------------------- | --------- | --- | -------------- |
| Tagebau Nochten                 | Weißwasser/O.L., Boxberg/O.L. (Lage) | A: 1968 F: 1973 | 16.200.000           | LEAG      | Lausitzer Braunkohlerevier. Förderung bis ca. 2050. Hauptabnehmer Kraftwerk Boxberg und Brikettfabrik Schwarze Pumpe. Ausdehnung 9000 Hektar.                                                                | weitere Bilder |
| Tagebau Reichwalde              | Boxberg/O.L. (Lage)                  | A: 1985 F: 1987 | 09.100.000           | LEAG      | Lausitzer Braunkohlerevier. Zwischen 1999 und 2010 gestundet, Förderung 2010 mit Fertigstellung des Blocks R des Kraftwerks Boxberg wieder aufgenommen. Förderung bis ca. 2040.                              | weitere Bilder |
| Tagebau Vereinigtes Schleenhain | Groitzsch, Neukieritzsch (Lage)      | A: 1949 F: 1953 | 09.700.000           | MIBRAG    | Mitteldeutsches Braunkohlerevier. Abbaufelder Peres, Schleenhain und Groitzscher Dreieck. Förderung bis ca. 2040. Hauptabnehmer Kraftwerk Lippendorf. Fläche ca. 2500 Hektar. Rekultivierung als Pereser See | weitere Bilder |

### Sachsen-Anhalt
| Name            | Ort                                          | Beginn          | Förderung [t] / Jahr | Betreiber | Anmerkungen | Bild           |
| --------------- | -------------------------------------------- | --------------- | -------------------- | --------- | --- | -------------- |
| Tagebau Amsdorf | Seegebiet Mansfelder Land, OT Amsdorf (Lage) | A: 1958 F: 1961 | 00.500.000           | Romonta   | Mitteldeutsches Braunkohlerevier. Förderung bis ca. 2035. Förderung bitumenreicher Braunkohle zur Herstellung von Montanwachs. Fläche 1000 Hektar.                      | weitere Bilder |
| Tagebau Profen  | Elsteraue, OT Profen (Lage)                  | A: 1941 F: 1944 | 09.000.000           | MIBRAG    | Mitteldeutsches Braunkohlerevier. Abbaufelder Profen-Süd (bis 2014), Scherzau und Domsen. Förderung bis ca. 2035. Hauptabnehmer Kraftwerk Schkopau. Fläche 1660 Hektar. | weitere Bilder |